# Guangdong International Circuit
Het Guangdong International Circuit is een racecircuit in de Chinese stad Zhaoqing. Het circuit werd geopend in december 2009, en wordt vooral gebruikt voor lokale auto- en motorsportkampioenschappen.

## Trivia
Het circuit is een van de weinige ter wereld dat is ontworpen door een vrouw. De Chinese Qiming Yao is verantwoordelijk voor de lay-out van het circuit.